# 大空太陽
大空 太陽（おおぞら たいよう，1992年（平成4年）5月5日 - ）は日本のAV男優。

## 略歴
2023年2月1日にSILK LABOよりAV男優としてデビュー。

## 人物・エピソード
- 趣味[2]：キャラクターグッズ収集，ヘタウマなイラストを描く，ドライブ
- 好きな食べ物：黄色いたくわん[3]
- 嫌いな食べ物：わかめ，きゅうり，納豆[4]
- 好きなミュージシャン：LUNA SEA，L'Arc〜en〜Ciel，GLAY
- ポケモン，ベイブレードなど小学生男児が好む物は大体好きである。サンリオのキャラクター（クロミ，シナモロール，マイメロディ）も好む。
- 体重は58kg。[5]
- SILK LABOの牧野江里は「女性に対する慈しみや気遣いがあり優しい」と評している。[6]
- 中学時代は野球部，高校時代は剣道部に所属。
- 感謝を表す場合に「ありが謝謝（しぇいしぇい）」という表現を用いる。その際身体の前で両手を合わせるポーズは「謝謝ポーズ」と呼んでいる。
- 部屋の片付けができないことをXで度々報告しており，本人曰く「僕の部屋は永遠に片付かない」[7]「外にいるより部屋の中の方があぶない」[8]とのこと。
- 2024年10月24日に「格闘技に入会した」旨を報告している。[9]
- AV出演被害防止・救済法（いわゆるAV新法）の改正を呼び掛ける署名運動に参加・賛同している。[10]

## 出演作品

### SILK LABO

#### 配信作品
- 『相手をいたわり慈しみあう、幸せ溢れるラブラブエッチ』（2023年2月1日，Body Talkレーベル[11]）
- 『ダブルベッド』（2023年2月8日，SILKレーベル，友情出演）
- 『頼りない僕だけど』（2023年3月29日，SILKレーベル，本人初のドラマ作品）
- 『お酒の力、お借りします。』（2023年5月3日，SILKレーベル）
- 『ただのトモダチ？』（2023年7月26日，SILKレーベル）
- 『ゴメンのあとは。』（2023年12月20日，SILKレーベル）
- 『感じる姿が見たい♡お互いを高めあうご奉仕エッチ-大空太陽-』（2024年2月7日，Body Talkレーベル[11]）
- 『全部さらけだして』（2024年11月20日，UNDRESSレーベル）
- 『フルスロットル』（2025年1月15日，UNDRESSレーベル，エキストラ出演）
- 『遅咲きなんです。』（2025年2月5日，SILKレーベル，エキストラ出演）
- 『オーバーライト』（2025年2月19日，UNDRESSレーベル，エキストラ出演）

#### DVD作品
- 『アンビバレントカレシカタログ 1』（2024年9月12日，『お酒の力、お借りします。』収録）
- 『more than friends 1』（2024年10月10日，『ただのトモダチ？』収録）
- 『素直になれない恋人たち 8th season』（2025年3月6日，『頼りない僕だけど』収録）
- 『エスカレートラバーズ IN THE HOTEL 3』（2025年5月8日『全部さらけだして』収録）
- 『素直になれない恋人たち 9th season』（2025年5月8日，『ゴメンのあとは。』収録）

### ムラっch[12]
- 『オトコノコのオナニー ユキ君28歳』（2020年12月2日）
- 『ニンゲン観察 さっきまで友達だったハズなのに、勃起チ○ポをこすりつるやいなや欲望に抗えずハメ狂う大学生たち。』（2022年3月3日）
- 『ホテル盗撮 掘り出しモノの若い童貞をマッチングアプリで漁り、好き放題に筆おろししまくるド淫乱痴女』（2022年4月20日）
- 『カップル盗撮 帰りが遅い彼氏に嫉妬爆発！浮気チェックでヤンデレ彼女が拘束ドS攻め』（2023年3月23日）
- 『ニンゲン観察 性別関係なく仲良しで健全な同期関係も、AVに触発されあっという間に性的関係へと変わる一部始終。』（2023年8月3日）[13]
- 『ニンゲン観察 PC修理業者の男があまりにタイプすぎて、ウブな反応をからかううちに思わず誘惑してしまったスケベなお姉さん』（2023年8月7日）
- 『ニンゲン観察 今をときめくトップアイドルも性欲には勝てない！楽屋でヤリまくる芸能人の痴態。』（2023年11月6日）
- 『ホテル盗撮 精巣がスッカラカンになるまで強●発射！マッチングアプリで知り合ったヤリモクの性欲旺盛ギャルに搾り取られたヤリチン。』（2023年11月23日）
- 『ニンゲン観察 男無しじゃ生きれない恋愛脳なメンヘラ女がまた失恋！男友達に慰められたら速攻生ハメで乗り換え中出しSEX』（2024年5月9日）
- 『ホテル部屋REC ミスは身体で償うしかない!?押しに弱い部下は、おっとりパワハラ女上司の無理強い顔騎クンニでドMペットに昇進』（2024年10月31日）
- 『チ○ポ食い報告書5「この男、食べちゃいました☆」大したテクもないうぬぼれイケメンを攻め返したらいいなりドMに変身！敏感クソ雑魚チ○ポを逆捕食しちゃいました！』（2025年5月8日）

### カゲキっch[12]
- 『止まらない連続絶頂 大空太陽 何度イっても止まらない快楽を貪りあう究極のオーガズムSEX』（2025年6月12日）

### パラダイステレビ
- 『宅飲みしていた若くて美人なママ友が泥●したので妻にバレないように生チンポ挿入させて頂きやした。(3)』（2025年4月29日）

### U-NEXT
- 『夜王烈伝 愛のカリスマを目指す男』（2024年）
- 『夜王烈伝2 打倒No.1への道』（2024年）

### Web記事
- manmam「幸せな気分になれる女性向けAV動画レビュー『お酒の力、お借りします。大空太陽/宮沢ちはる』」（2023年9月4日）[14]
- GINGER「推したくなるビジュアルの宝庫！沼り確定、7人の「エロメン」たち」（2023年11月26日）[15]
- manmam「manmam3周年イベント！エロメンがmanmamをジャック第4弾 『上原千明さんと大空太陽くんにお悩み相談しちゃお❤』」（2024年8月16日）[16]
- manmam「微妙な関係に悩んでいる女性にオススメ！AVレビュー『ただのトモダチ？大空太陽/葉月もえ』」（2025年4月23日）[17]
- manmam「エロメンのお悩み相談室 ５月の回答者は大空太陽さんと木崎凪さん」（2025年5月30日）[18]

### その他
- さくらの恋猫KOIKOI＋大空太陽コラボボイス付きセット（2023年7月31日発売，9月4日までの期間限定発売）
- さくらの恋猫「官能朗読小説『鏡の魔法』第一話：幼なじみのアドバイス」CV（2023年8月4日）
- さくらの恋猫「官能朗読小説『鏡の魔法』第二話：ココロ変わり」CV（2023年8月11日）
- さくらの恋猫「官能朗読小説『鏡の魔法』最終話：それ以上はやめて」CV（2023年8月18日）
- 「DPN G9トレーナー」PR案件（2024年）
- 『同窓会へべれけ同級生 悪ノリ集団生刺し膣射 ひかる』（2024年4月16日，俺の素人-Z-）[19]
- 『同窓会へべれけ同級生 悪ノリ集団生刺し膣射 もなみ』（2024年4月17日，俺の素人-Z-）[19]
- 『同窓会へべれけ同級生 悪ノリ集団生刺し膣射 えりか』（2024年4月18日，俺の素人-Z-）[19]
- 『同窓会泥酔輪●』（2024年4月26日，ハラスメント）
- 『ボーイズラブビデオ コウダイx大空太陽』（2024年9月2日頃，myfans）
- 『【AV男優図鑑/大空太陽】ド変態オナニー隠し撮り!!ディルド咥え甲高い声で盛大発射!!』（2024年12月23日，カピバラワークス）
- 『ノンケAV男優シリーズ Episode.94（男優歴2年）』（2025年2月12日，Inside）
- 役者であるしじみのオリジナルソング第二弾MVに香西佳耶と出演。2025年4月12日には試写会が行われた。

## イベント

### SILK CARNIVAL
- 通称「シルカニ」。以下，本人出演回のみ。
- vol.12（2023年2月18日）
- vol.15（2023年5月20日）
- vol.17（2023年7月15日）
- vol.18（2023年8月19日）
- vol.23（2024年1月20日）
- vol.26（2024年4月20日）
- vol.29（2024年7月20日，せり人としてカメオ出演）
- vol.31（2024年9月21日）
- vol.32（2024年10月19日）
- vol.38（2025年4月19日）
- vol.

### SILK LABO presents FES
- 通称「シルフェス」，各回の正式名称は「SILK LABO presents (陰暦名) FES ～in Asagaya LOFT A～」。以下，本人出演回のみ。
- 2023年9月9日（体調不良のため自宅からオンラインで出演）
- 2023年12月9日
- 2024年1月14日
- 2024年4月13日
- 2024年5月11日
- 2024年7月13日
- 2024年8月10日
- 2024年10月12日
- 2024年12月14日
- 2025年1月11日
- 2025年5月10日
- 2025年6月7日
- 20

### はいじゃんぷ！
- AV男優の向理来とともに色々な企画にチャレンジするイベント。生配信も行う。原則，毎月第4土曜日に開催。開催場所は新宿ワープ。
- 1回目（2024年6月22日）
- 2回目（2024年7月27日）
- 3回目（2024年8月24日）
- 4回目（2024年9月28日）
- 5回目（2024年10月26日）
- 6回目（2024年11月23日）
- 7回目（2024年12月28日）
- 8回目（2025年1月25日）
- 9回目（2025年2月22日）
- 10回目（2025年3月22日）
- 11回目（2025年4月26日）
- 12回目（2025年5月24日）
- 13回目（2025年6月15日）
- 14回目（20

### 座・宴会
- 畳を敷いた会場で，食事とお酒をしながらトークやゲームをするオフ会のようなイベント。本人初の単独イベント。開催場所はレフカダ。
- 第1回は2024年11月16日開催予定であったが体調不良により中止。
- 第3回の開催に合わせて本人初のオリジナルグッズを製作。アクスタ・キーホルダー・マドラーの3点。
- 第1回・クリスマスSP（2024年12月22日）
- 第2回・バレンタインSP（2025年2月11日）
- 第3回・ホワイトデーSP（2025年3月15日，AV男優の天道一然がゲスト出演）
- 第4回・生誕祭SP（2025年5月5日）
- 第

### その他のイベント
- 上原千明ファンミーティングVol.17（2023年8月5日，チェキ係として出演）
- 蛸焼きケンちゃん（2023年9月29日，保志健斗のイベントにゲスト参加）
- 上原・向の“今日どうする？” 三十三日目（2023年10月28日，向理来と上原千明のオンライン番組に東惣介とゲスト出演）
- 台湾（2024年6月）※イベントの詳細は不明
- 上原千明ファンミーティングVol.27（2024年6月29日，東惣介とゲスト出演）
- 東雲怜弥BARイベント（2024年7月26日，お手伝いとして参加）
- 東雲怜弥筋トレイベント（2024年10月20日，ゲスト参加[20]）
- 第1回大空太陽ポーカーイベント（2025年3月6日@渋谷ROCK）
- 台湾（2025年1月4日-）※イベントの詳細は不明
- 台湾アダルト博覧会（2025年4月11日-13日）
- DVD販売イベント（2025年7月12日@SOD本社3階スタジオ，AV男優の東雲怜弥と出演）
- 阿朶企画2025 8月男優特別活動-不玩水也會濕！（2025年8月1日-3日）
- エロメンと行く！木島平村満喫ツアー～大人の夏合宿～（2025年8月18日-19日@Theきじまスノーパーク，AV男優の東雲怜弥・小梅とともに出演）